# Odontites pyrenaeus
Odontites pyrenaeus ist eine halbparasitäre Pflanzenart aus der Gattung der Zahntroste (Odontites). Die Art kommt endemisch in den Pyrenäen vor.

## Beschreibung

### Vegetative Merkmale
Odontites pyrenaeus ist eine aufrecht wachsende, bis zu 40 cm hoch werdende, krautige, einjährige Pflanze. Die gesamte Pflanze ist mit weißen, borstigen Trichomen besetzt, die bis zu 0,7 mm lang werden. Die Behaarung der Stängel ist nahezu anliegend und rückwärts gerichtet, auf den Laubblättern ist sie schräg abstehend und nach vorn gerichtet. Der Stängel wird an der Basis bis zu 3 mm stark. Der vegetative Teil der Pflanze besteht aus zehn bis 20 Knoten, aus einem bis zehn der Knoten entspringen bis zu 24 cm lange Seitenäste. Der Winkel, in dem die Seitenäste abstehen, unterscheidet sich zwischen den Unterarten (subsp. pyrenaeus 38 bis 55°; subsp. abilianus 50 bis 80°). Die Laubblätter erreichen eine Länge von 16 bis 38 mm und werden 1,3 bis 2,5 mm breit. Ihre Form ist linealisch-lanzettlich, der Rand ist ganzrandig oder undeutlich mit zwei bis vier Zähnen besetzt.

### Blütenstände und Blüten
Die Blütenstände bestehen aus acht bis 17 Blüten, die nicht aufblühende Hemmzone besteht aus vier bis neun Knoten. Zur Blütezeit sind die Blütenstände kompakt und verlängern sich bis zur Fruchtreife nur leicht. Die Tragblätter sind laubblattartig-schuppig, haben lanzettliche oder oval-lanzettliche Form, ihr Rand ist meist ganzrandig und kann Stieldrüsen aufweisen.
Die Aufblühreihenfolge der Blüten eines Blütenstandes ist von den unteren Blüten zur obersten. Die Blüten erreichen eine Länge von 7 bis 10 mm und sind vorweiblich (protogyn). Zu Beginn der Blütezeit weist der Kelch eine Länge von 3,5 bis 5,5 mm, an der Frucht verlängert er sich auf maximal 6,5 mm. Er ist mit zahlreichen Stieldrüsen besetzt und maximal bis zur Hälfte gespalten, die Kelchzipfel sind dreieckig. Die Krone ist gelb gefärbt, die untere Hälfte der Kronröhre ist unbehaart, die restliche Krone ist mit 0,05 bis 0,2 mm langen Trichomen besetzt. Am Übergang zwischen Helm und Unterlippe finden sich zudem einige drüsige Trichome. Die Kronröhre erreicht eine Länge von 6 bis 7,5 mm; der Helm wird 3 bis 3,3 mm lang und ist deutlich ausgerandet. Die Unterlippe ist mit 3 bis 3,8 mm Länge etwas länger oder genauso lang wie der Helm, sie ist auf über der Hälfte der Länge in drei Zipfel gespalten. Der mittlere Zipfel ist spalteförmig verbreitert und meist deutlich ausgerandet. Er ist 1,1 bis 1,3 mal so lang wie die seitlichen Zipfel. Diese sind fast quadratisch und halbkreisförmig abgerundet.
Die vier Staubblätter stehen weit über die Krone hinaus, das obere Paar erreicht eine Länge von 3,5 bis 4,5 mm, das untere Paar 5 bis 5,6 mm. Die Staubfäden sind papillös, die 1,7 bis 2,2 mm lang werdenden Staubbeutel sind gelb bis hellbraun und stehen im rechten Winkel zu den Staubfäden. Die Theken der Staubbeutel reißen über die gesamte Länge auf und sind am unteren Ende stachelspitzig zugespitzt. Die Behaarung besteht aus Spiralhaaren am oberen Ende sowie 0,6 mm langen Schlauchhaaren am Konnektiv und am dorsalen Mittelnerv. Die Pollenkörner sind etwa 22 × 27 μm groß. Der Fruchtknoten bildet in zwei Fächern insgesamt 10 bis 14 Samenanlagen. Der Griffel ist 6 bis 8 mm lang.

### Früchte und Samen
Die Früchte sind verkehrt eiförmige, ellipsoidische oder im Umriss fast rechteckige Kapseln, die eine Länge von 5 bis 7,2 mm und eine Breite von 2,5 bis 4,3 mm erreichen. Die Samen sind 1,5 bis 2 × 0,7 bis 0,8 mm groß.

### Chromosomenzahl
Die Chromosomenzahl beträgt 2n = 24.

## Verbreitung
Die Art ist ein Endemit des zentralen Südabhangs der Pyrenäen. Sie kommt dort von der Yesa-Talsperre ostwärts bis zum Rio Noguera vor. Sie wächst in Höhenlagen zwischen 800 und 1400 m (selten auch 600 bis 1850 m).

## Systematik
Die Art Odontites pyrenaeus wird zusammen mit Odontites cebennensis in die Artengruppe Odontites pyrenaeus agg. gestellt. Innerhalb der Art werden zwei Unterarten unterschieden:
- Odontites pyrenaeus subsp. pyrenaeus
- Odontites pyrenaeus subsp. abilianus Monts.